# Longeville
Longeville ist eine französische Gemeinde mit 180 Einwohnern (Stand: 1. Januar 2022) im Département Doubs in der Region Bourgogne-Franche-Comté.

## Geographie
Longeville liegt auf 664 m über dem Meeresspiegel, etwa zehn Kilometer südöstlich von Ornans und 28 Kilometer südöstlich der Stadt Besançon (Luftlinie). Das Straßenzeilendorf erstreckt sich im Jura, auf einem Hochplateau westlich des Oberlaufs der Loue, am Nordfuß des Mont Rochet.
Die Fläche des 9,46 km² großen Gemeindegebiets umfasst einen Abschnitt des französischen Juras. Der zentrale Teil des Gebietes wird vom Plateau von Longeville eingenommen, das durchschnittlich auf 680 m liegt und überwiegend von Wiesland bedeckt ist. Im Osten wird das Hochplateau vom tief eingeschnittenen Erosionstal der Loue begrenzt, wobei der Gemeindeboden meist nur bis an die Oberkante des Steilhanges reicht. Der Ruisseau de Raffenot entwässert die Hochfläche nach Norden zur Loue und senkt sich rasch ebenfalls tief in das Plateau ein. Auch ein westlich der Talfurche des Raffenot gelegener Teil des Plateaus gehört zu Longeville. 
Nach Süden erstreckt sich das Gemeindeareal über eine Geländestufe auf einen Höhenrücken, der in geologisch-tektonischer Hinsicht eine Antiklinale bildet und gemäß der Streichrichtung des Juras in dieser Region in Richtung Westsüdwest-Ostnordost orientiert ist. Er untergliedert sich in den Bois du Désert (mit 930 m  die höchste Erhebung von Longeville), den Mont Rochet (851 m) und den Belvoir (876 m). Mit den markanten Felswänden der Rochers du Capucins (Gemeindegrenze) fällt er steil zum Tal der Loue ab. 
Nachbargemeinden von Longeville sind Châteauvieux-les-Fossés und Vuillafans im Norden, Lods und Mouthier-Haute-Pierre im Osten, Évillers im Süden sowie Amathay-Vésigneux und Chantrans im Westen.

## Geschichte
Im Jahr 1120 erscheint Longeville erstmals in den Urkunden. Die Dorfkirche ist seit 1235 belegt. Im Mittelalter gehörte Longeville zur Herrschaft Châteauvieux. Zusammen mit der Franche-Comté gelangte das Dorf mit dem Frieden von Nimwegen 1678 an Frankreich. Heute ist die Gemeinde Longeville Mitglied des Gemeindeverbandes Loue-Lison, wobei sie eine Exklave dieses Gemeindeverbandes bildet.

## Sehenswürdigkeiten

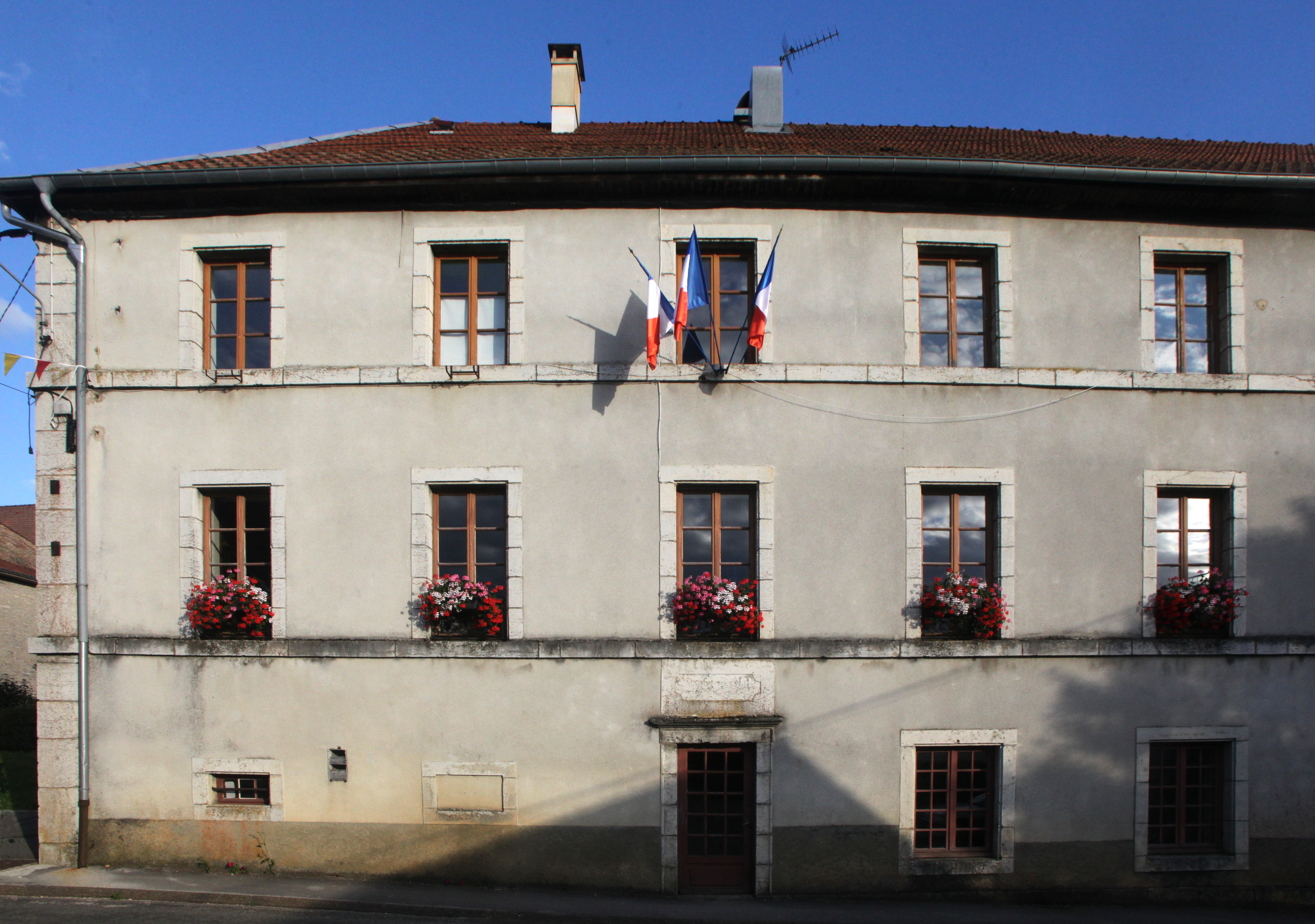
Mairie Longeville

Die Dorfkirche Saint-Nicolas in Longeville wurde im 18. Jahrhundert, unter Einbezug des Portalbereichs des Vorgängerbaus aus dem 13. Jahrhundert, weitgehend neu erbaut. Im alten Ortskern sind Bauernhäuser im charakteristischen Stil des Haut-Doubs aus dem 18. und 19. Jahrhundert erhalten.

## Bevölkerung
| Jahr                       | 1962 | 1968 | 1975 | 1982 | 1990 | 1999 | 2006 | 2016 |
| Einwohner                  | 198  | 195  | 163  | 141  | 145  | 134  | 143  | 171  |
| Quellen: Cassini und INSEE |      |      |      |      |      |      |      |      |

Mit 180 Einwohnern (1. Januar 2022) gehört Longeville zu den kleinen Gemeinden des Départements Doubs. Nachdem die Einwohnerzahl in der ersten Hälfte des 20. Jahrhunderts markant abgenommen hatte (1886 wurden noch 324 Personen gezählt), wurden seit Beginn der 1980er Jahre nur noch geringe Schwankungen verzeichnet.

## Wirtschaft und Infrastruktur
Longeville war bis weit ins 20. Jahrhundert hinein ein vorwiegend durch die Landwirtschaft, insbesondere Milchwirtschaft und Viehzucht, sowie durch die Forstwirtschaft geprägtes Dorf. Daneben gibt es heute einige Betriebe des lokalen Kleingewerbes. Viele Erwerbstätige sind auch Wegpendler, die in den größeren Ortschaften der Umgebung ihrer Arbeit nachgehen.
Die Ortschaft liegt abseits der größeren Durchgangsstraßen an einer Departementsstraße, die von Amancey nach Lods führt. Weitere Straßenverbindungen bestehen mit Vuillafans und Évillers.